# Псалидска кула
Псалидската или Никитската кула (на гръцки: Πύργος Ψαλίδας, Πύργος Νικήτης) е средновековна отбранителна кула в развалини, разположена край халкидическото село Никити. Кулата и околните ѝ стени, които са запазени представляват ценен образец за византийското наследство на района.

## Местоположение
Кулата е разположена на няколко километра източно от Никити.

## История
В края на XIII век и в началото на XIV век в цялата област на Никити има само едно село Псалида (Ψαλίδα). Днес от това село са останали малко следи, тъй като мястото му е обработваема земя. Селото не се споменава в 1330 година и вероято е било разрушено по време на набезите на Каталунската компания в Халкидики през годините 1307 – 1309. Кулата вероятно е построена в началото на XIV век, но може и да е по-нова.
В началото на XIV век, изглежда, започва и да се създава селището Никити. В документи на манастира Ксенофонт пише, че в „земята на Неакити“ се заселват „енориаши“, за да обработват големите имоти на манастира. Както се вижда от документите от преброяването, енориашите бавно се увеличават и изглежда, към тях трябва да са били добавени жителите на Псалида. През 1352 година се споменава, че в „Неакити“ има и кула за сигурността на района.
Обявена е за исторически паметник в 1981 година.